# Heddesdorfer Pfingstreiter
Das Pfingstreiterbrauchtum in Heddesdorf (Stadtteil von Neuwied) geht auf das Kloster Rommersdorf und die dort früher betriebene Schafzucht zurück und lässt sich urkundlich seit 1564 nachweisen, ist aber wahrscheinlich älter.
Um mit den Schafen auf die Weide, zur Tränke oder zum Waschen an den Rhein oder zur Wied zu gelangen, mussten die Schäfer über die Felder der Bauern aus Heddesdorf und Niederbieber. Dieses Recht wurde ihnen gewährt, so oft wie sie es für nötig hielten. Als Gegenleistung gab es für die Ackerknechte aus Heddesdorf und Niederbieber, wenn sie zum Kloster Rommersdorf geritten kamen, 5 Gulden und 4 Maß Wein.
Neben dem Kloster Rommersdorf musste aufgrund dieser Vereinbarung auch der Hofmann zu Langendorf die Heddesdorfer Burschen bewirten, wenn diese auf den Hof Langendorf zu Pferde geritten kommen. Das Abkommen mit dem Klosterhof Langendorf erlosch allerdings, als der Hof beim Anwachsen Neuwieds verschwand.
Dagegen lebt ein ähnliches altes Abkommen mit dem gleichfalls eingegangenen Reuler Hof im Bann von Engers bis heute fort, indem die Pfingstreiter nach ihrem Besuch in Rommersdorf zu Engers das Mittagessen einnehmen. Auch dieses uralte Recht hat mit den Schafgerechtsamen zu tun.
Der mittelalterliche Hof Reul oder Reil bei Engers hatte mit Heddesdorf auf dem Teilzehnten beiderseits der Heddesdorfer-Engerser Gemarkungsgrenze eine gemeinsame Schafweidegerechtigkeit.

## Verpflichtungen
Die Verpflichtungen des Pfingstreiterbrauchtums sind von Engers amtlich besiegelt. So wurde das Brauchtum der Heddesdorfer Pfingstreiter unter Ortsvorsteher Seuser am 26. Mai 1859 in den sogenannten „Statuten“ schriftlich niedergelegt und vom damaligen Heddesdorfer Bürgermeister Raiffeisen (dem weltweit bekannten Gründer der Raiffeisen-Genossenschaften und -banken) bestätigt.
Nachdem der Reuler Hof nicht mehr bestand, hat Engers fortan den Pfingstreitern das Frühstück auf dem Felde am Reuler Pütz zu servieren. Dabei musste der Engerser Schäfermeister mit einem weißen Mantel und schwarzem Hund dabei sein. Später übernahm die Gemeinde Engers die Bewirtung und stellte ein Mittagessen.
Die Verpflichtung der Knechte bestand darin, jedes Jahr am Pfingstdienstag die jährliche Abholung einzuhalten, weil sonst die vereinbarte Bewirtung für immer entfallen solle, falls nur ein einziges Mal der Abholtermin versäumt würde. Aber lediglich den traditionsbewussten Heddesdorfern ist es gelungen, dies über die Jahrhunderte hinweg trotz mancher Kriegswirren einzuhalten und damit den Brauch bis zum heutigen Tage aufrechtzuerhalten.

## Kriegsjahre
Mehrfach geriet aber das Brauchtum in ernste Gefahr wie z. B. 1797, als die Franzosen die Heddesdorfer und Engerser Gemarkung besetzt hatten. Da sie vermuteten, dass der Ritt eine militärische Aktion wäre, verboten sie ihn kurzerhand.
In dieser Zeit fasste sich ein junger Mann namens Britz ein Herz und gelangte auf Schleichwegen durch die französischen Posten glücklich nach Rommersdorf. Dort steckte er sich ein paar Blumen an den Hut, setzte sich auf eine Bohnenstange und ritt mit dem Ruf "Hääh Pingsderäider" in den Klosterhof ein und rettete damit den Brauch.
Zur Erinnerung an diese Begebenheit wurde 1926 im Heddesdorfer Ortsteil Sonnenland der "Steckenpferd-Reiterverein" gegründet, der seitdem alljährlich in Anlehnung an diese Tat ein Steckenpferdrennen veranstaltet.

## Nachweise
1. ↑  Hochdeutsche Übertragung der Urkunde des Klosters Rommersdorf von 1564 (Seite nicht mehr abrufbar, festgestellt im April 2018. Suche in Webarchiven)